# Synthetic Communications
Synthetic Communications (цитується відповідно до ISO 4 як Synth. Commun. або Synth. Comm.) —рецензований науковий журнал видавництва Taylor & Francis. Перший номер журналу вийшов у 1971 році.
Включає статті, присвячені синтезам нових речовин та реагентів, а також іншим синтетичним методам, зокрема асиметричному синтезу та повному синтезу. Журнал виходить кожні два тижні.
Згідно з Journal Citation Reports, імпакт-фактор цього журналу становив 1,937 у 2021 році.  